# Coupe des Pays-Bas de football 1947-1948
Navigation
Édition précédente Édition suivante
La Coupe des Pays-Bas de football 1947-1948, nommée la KNVB beker, est la 37e édition de la Coupe des Pays-Bas.

## Finale
La finale se joue le 19 juin 1948 au stade olympique d'Amsterdam. Le WVV Wageningen bat le DWV Amsterdam 2 à 1 aux tirs au but. À la fin du temps règlementaire les deux équipes sont à égalité 0 à 0, on ne joue pas de prolongation. Wageningen remporte son deuxième titre.